# Mind, Body & Soul
Mind, Body & Soul – drugi studyjny album angielskiej wokalistki soulowej Joss Stone. Album zdominował UK Albums Chart, co uczyniło z Joss najmłodszą wokalistkę, której płyta znalazła się na czele tego zestawienia, bijąc rekord ustanowiony przez Avril Lavigne. Album osiągnął jedenastą lokatę w Amerykańskim zestawieniu Billboardu 200. Pomimo wielkiego sukcesu albumu, żaden z singli nie znalazł się na liście Billboardu Hot 100. Mimo tego trzeci singiel z albumu, "Spoiled" znalazł się na 54. miejscu na liście Hot R&B/Hip-Hop Songs. 9 września 2005 roku Mind, Body & Soul zdobyło potrójną platynę w Wielkiej Brytanii i pojedynczą w USA. Ponadto album został nominowany do Nagród Grammy w 2005 roku, w kategorii Best Pop Vocal Album.
Album zawiera ukryty utwór pt. "Daniel" o bracie przyrodnim Joss – Danielu Skillinie (mają wspólną matkę), który był złodziejem uzależnionym od narkotyków. W 2000 roku został wysłany do więzienia w Arundel za usiłowanie włamania na pocztę. W czerwcu 2003 rok Daniel zbiegł z więzienia, dwa miesiące przed terminowym zwolnieniem. Poza zakładem karnym ukradł trzy samochody i został skazany na dodatkowe piętnaście miesięcy kary. Po wyjściu z więzienia wrócił do domu w Devon, gdzie zamieszkał z rodziną.

## Lista utworów
1. "Right to Be Wrong" (Joss Stone, Desmond Child, Betty Wright) – 4:40
2. "Jet Lag" (Stone, Jonathan Shorten, Conner Reeves) – 4:00
3. "You Had Me" (Stone, Francis White, Wendy Stoker, Wright) – 3:59
4. "Spoiled" (Stone, Lamont Dozier, Beau Dozier) – 4:03
5. "Don't Cha Wanna Ride" (Stone, Child, Wright, Steve Greenberg, Mike Mangini, Eugene Record, William Sanders) – 3:31
  - Zawiera fragment utworu Young-Holt Unlimited - "Soulful Strut" (Eugene Record, William Sanders)
6. "Less Is More" (Stone, Shorten, Reeves) – 4:17
7. "Security" (Stone, Greenberg, Daniel Pierre) – 4:30
8. "Young at Heart" (Stone, Salaam Remi) – 4:10
9. "Snakes and Ladders" (Stone, Shorten, Reeves) – 3:35
10. "Understand" (Stone, Wright, Angelo Morris, Mangini, Greenberg) – 3:46
11. "Don't Know How" (Pierre, Curtis Richardson, Jeremy Ruzumna, Justin Gray) – 4:01
12. "Torn and Tattered" (Austin Howard, Ben Wolf, Andy Dean, Wright) – 3:58
13. "Killing Time" (Beth Gibbons, Stone, Wright) – 5:11
14. "Sleep Like a Child" (Patrick Seymour) – 15:27
  - Prawidłowa długość utworu to 5:19; reszta utworu to cisza
15. "Daniel" (ukryty utwór) – 2:44

### Edycja japońska
1. "Holding Out for a Hero" (Jim Steinman, Dean Pitchford) – 3:35

### Specjalna edycja
1. "The Right Time" (Nappy Brown, Ozzie Cadena, Lew Herman) – 3:51
2. "God Only Knows" (Brian Wilson, Tony Asher) – 2:57
3. "Calling It Christmas" (w duecie z Eltonem Johnem) (Elton John, Bernie Taupin) – 4:16

#### Dodatkowe DVD
1. "You Had Me" (Video)
2. "Right to Be Wrong" (Video)
3. "Spoiled" (Video)
4. "Don't Cha Wanna Ride" (Video)
5. Mind, Body & Soul - zapowiedź

### Limitowana holenderska edycja płyty
Nagrane w De Duif w Amsterdamie, Holandia,24 stycznia 2005 przez Radio 3FM
1. "Super Duper Love (Are You Diggin' on Me?) Pt. 1" (Live) – 7:00
2. "Fell in Love with a Boy" (Live) – 5:04
3. "Spoiled" (Live) – 4:18
4. "Less Is More" (Live) – 4:59
5. "Right to Be Wrong" (Live) – 5:25
6. "You Had Me" (Live) – 4:53

## Twórcy

### Muzycy
- Joss Stone – główny wokal
- Raymond Angry – instrumenty klawiszowe
- Troy Auxilly-Wilson – perkusja (utwór 8)
- Teodross Avery – saksofon (utwór 6)
- Ruby Baker – chórki (utwory 7, 13)
- Cindy Blackman – perkusja (utwory 1, 3, 7, 11)
- Bombshell – chórki (utwory 1–3, 5, 7, 8, 11, 13)
- Astor "Crusty" Campbell – perkusja (utwór 6)
- Willburn "Squidley" Cole – dodatkowa perkusja (utwór 6)
- Commissioner Gordon – instrumenty perkusyjne (utwór 6)
- Delroy "Chris" Cooper – gitara basowa (utwór 6)
- Jack Daley – gitara basowa (utwory 1, 3, 7)
- Clovette Danzy – chórki(utwór 7)
- Tanya Darby – trąbka (utwór 6)
- Jeni Fujita – chórki (utwór 8)
- Van Gibbs – gitara (utwór 8)
- Steve Greenwell – gitara basowa (utwór 10)
- Willie "Little Beaver" Hale – gitara (utwory 4, 12, 13)
- Vincent Henry – Saksofon altowy, Saksofon sopranowy, klarnet (utwór 8)
- David "Jody" Hill – perkusja (utwory 4, 9, 10, 12, 13)
- Stafford Hunter – puzon (utwór 6)
- Pete Iannacone – gitara basowa (utwór 2)
- Jonathan Joseph – perkusja (utwory 2, 5)
- Ellison Kendrick – chórki (utwór 7)
- Benny Latimore – pianino (utwory 1, 4, 12, 13); Wurlitzer (utwór 10)
- Tom "Bones" Malone – saksofon barytonowy, saksofon tenorowy, puzon, trąbka (utwory 3, 5, 13); skrzydłówka (utwory 1, 7)
- Mike Mangini – gitara basowa (utwory 5, 14); keyboard (utwór 5)
- Mercedes Martinez – chórki (utwory 2, 7)
- Tracey Moore – chórki (utwory 2, 7)
- Angelo Morris – gitara basowa (utwory 4, 12, 13); Fender Rhodes (utwory 1, 3); gitara (utwory 7, 10)
- AJ Nilo – gitara (utwory 1, 2, 5, 7, 11)
- Ignacio Nunez – instrumenty perkusyjne (utwór 10)
- Danny P – gitara basowa, Fender Rhodes (utwór 11); gitara (utwory 7, 11); pianino (utwór 14)
- Bruce Purse – skrzydłówka, trąbka (utwór 8)
- Conner Reeves – chórki (utwór 6)
- Salaam Remi – gitara basowa, organy, instrumenty smyczkowe, Wurlitzer (utwór 8)
- Margaret Reynolds – chórki (utwory 7, 13)
- Nile Rodgers – gitara (utwór 3)
- Veronica Sanchez – chórki (utwór 7)
- William "Kooly" Scott – chórki (utwór 7)
- Jonathan Shorten – keyboard (utwory 2, 6, 9); Fender Rhodes (utwory 2, 14); syntezator (utwór 2)
- Earl "Chinna" Smith – gitara (utwór 6)
- Angie Stone – Fender Rhodes (utwór 7)
- Timmy Thomas – organy (utwory 10, 12, 13); Hammond B3 (utwór 4)
- Ahmir Thompson – perkusja (utwór 14)
- Carl Vandenbosche – instrumenty perkusyjne (utwór 9)
- Alan Weekes – gitara (utwór 9)
- Betty Wright – chórki (utwory 1–5, 7–13)
- Jeanette Wright – chórki (utwory 7, 13)
- Nir Zidkyahu – instrumenty perkusyjne (utwór 2)

#### Orkiestra
- Brian Chen – altówka
- Carol Cook – altówka
- Elizabeth Dyson – wiolonczela
- Dawn Hannay – altówka
- Vivek Kamath – altówka
- Lisa Kim – skrzypce
- Sarah Kim – skrzypce
- Tom Carney Myung-Hi Kim – skrzypce
- Krzysztof Kuznik – skrzypce
- Soo Hyun Kwon – skrzypce
- Jeanne LeBlan – wiolonczela
- Jessica Lee – skrzypce
- Matt Lehmann – skrzypce
- Liz Lim – skrzypce
- Pat Milando – róg
- Matt Milewsky – skrzypce
- Kevin Mirkin – altówka
- Eileen Moon – wiolonczela
- Phil Myers – róg
- Dan Panner – altówka
- Sandra Park – skrzypce
- Laura Seaton – skrzypce
- Sarah Seiver – wiolonczela
- Fiona Simon – skrzypce
- Dave Smith – róg
- Sharon Yamada – skrzypce
- Jung Sun Yoo – skrzypce

### Produkcja
- Joss Stone – przypisy
- John Angier – dyrygent (utwory 2, 3, 7, 9, 13, 14)
- Thom Bell – dyrygent (utwór 4)
- The Boilerhouse Boys – producent (utwór 12)
- Commissioner Gordon – producent, dźwiękowiec, programowanie (utwór 6)
- Shomoni "Sho" Dylan – pomocniczy dźwiękowiec (utwór 8)
- Chris Gehringer – mastering
- David Gorman – design
- Charlie Green – makijaż
- Steve Greenberg – producent (utwory 1–5, 7, 9–14)
- Steve Greenwell – mixowanie, dźwiękowiec, programowanie (utwory 2–5, 7, 9–11)
- Bryan Lasley – design
- Mike Mangini – producent (utwory 1–5, 7, 9–11, 13, 14); mixowanie (utwory 1–11, 13, 14); programowanie (utwory 2–5, 7, 9–11)
- Aleeta Mayo – design
- Roger Moenks – fotograf
- Gary "Mon" Noble – dźwiękowiec (utwór 8)
- Danny P – producent (utwór 11)
- Conner Reeves – producent (utwory 2, 9); koordynacja chórku (utwór 6)
- Salaam Remi – producent (utwór 8)
- Jonathan Shorten – producent (utwory 2, 9); programowanie(utwory 2, 9); automat perkusyjny (utwór 2); dyrygent (utwór 9)
- Jamie Siegel – dźwiękowiec (utwór 6)
- Amy Touma – fotograf
- Brian Magallones – fryzjer
- Betty Wright – producent (utwory 1–5, 7–14)

## Single
- You Had Me wyd. 3 września 2004
- Right to Be Wrong wyd. 29 listopada 2004
- Spoiled wyd. 14 marca 2005
- Don't Cha Wanna Ride wyd. 4 czerwca 2005

## Pozycje na listach
| Lista | Kraj   | Pozycja |
| ----- | ------ | ------- |
| OLiS  | Polska | 24      |